# Большебоевский сельсовет
Большебое́вский сельсове́т — муниципальное образование в составе Долгоруковского района Липецкой области.
Административный центр - село Большая Боёвка.

## География
Большебоевский сельсовет находится в северо-восточной части Долгоруковского района. На востоке граничит с Слепухинским, на юге с Жерновским, на юго-западе с Долгоруковским, на западе со Стегаловским сельскими поселениями Долгоруковского района. На севере граничит с Елецким, на северо-востоке с Задонским районами.
На территории поселения протекает несколько небольших ручьёв.

## Население
| 2010 | 2012 | 2013 | 2014 | 2015 | 2016 | 2017 |
| ---- | ---- | ---- | ---- | ---- | ---- | ---- |
| 670  | ↘658 | ↘656 | ↗661 | ↗665 | ↘656 | ↘644 |
| 2018 | 2021 |      |      |      |      |      |
| ↘626 | ↘498 |      |      |      |      |      |

## Состав сельского поселения
| № | Населённый пункт | Тип населённого пункта       | Население |
| - | ---------------- | ---------------------------- | --------- |
| 1 | Большая Боёвка   | село, административный центр | 521       |
| 2 | Жемчужникова     | деревня                      | ↘17       |
| 3 | Зыбинка          | деревня                      | 19        |
| 4 | Марьина          | деревня                      | 29        |
| 5 | Михайловка       | деревня                      | 48        |
| 6 | Плоты            | железнодорожная станция      | →36       |
| 7 | Сидоровка        | деревня                      | 0         |
| 8 | Сухаревка        | деревня                      | 0         |

## Культура и образование
- Центр культуры, досуга и народного творчества, библиотека
- Средняя школа в селе Большая Боёвка
- Детский сад

## Инфраструктура
Почтовая связь:
- Отделение почтовой связи в селе Большая Боёвка

Сберегательный Банк:
- Офис обслуживания

## Медицина
- Фельдшерско-акушерский пункт в селе Большая Боёвка

## Транспорт
Поселение связано автомобильным шоссе с райцентром Долгоруково и селом Слепуха.
На западе поселения проходит железная дорога линии Елец — Касторное — Валуйки ЮВЖД(В данное время железнодорожное сообщение не действует). Пассажирская и грузотоварная станция — Плоты, платформа 459 км.